# Dritte Nanjing-Jangtse-Brücke
Die Dritte Nanjing-Jangtse-Brücke (chinesisch 南京长江第三大桥, Pinyin Nánjīng ChángJiāng dìsāndà qiáo) ist eine Straßenbrücke über den Jangtse in Nanjing, der Hauptstadt der chinesischen Provinz Jiangsu. Die Brücke war bei ihrer Eröffnung im Jahr 2001 die Schrägseilbrücke mit der weltweit drittgrößten Spannweite. Einzig der französische Pont de Normandie und die japanische Tatara-Brücke hatten zum Zeitpunkt ihrer Eröffnung größere Spannweiten. Erstmals wurden in China beim Bau einer Schrägseilbrücke Stahlpylonen verwendet.

## Geschichte
Der Bau der Brücke wurde im Mai 2003 begonnen und im Oktober 2005 fertig gestellt, 22 Monate früher als geplant. Bauherr war die für den Bau der Brücke gegründete Nanjing No. 3 Yangtze River Bridge Co. Ltd., welche mit der Bauausführung die China Railway Shanhaiguan Bridge Co. beauftragte. Die Baukosten betrugen 3,5 Mia Yuán, was umgerechnet etwa 450 Mio. Euro entspricht. Es wird davon ausgegangen, dass das Bauwerk nach 13,6 Jahren abbezahlt ist.

## Bauwerk
Die Brücke liegt ungefähr 300 km flussaufwärts von Shanghai, wo der Jangtse in Ostchinesische Meer mündet, und ungefähr 30 km oberhalb der Zweiten Nanjing-Jangtse-Brücke. Sie ist Teil der Autobahn Shanghai–Chengdu sowie der Ringautobahn um die sechs Millionen Einwohner zählende Stadt. Die ganze 15,6 km lange Flussquerung der sechsspurigen Autobahn besteht aus der Schrägseilbrücke und den daran anschließenden Vorbrücken in Ortbeton. Der 37,2 m breite Fahrbahnträger der Schrägseilbrücke besteht aus 45 vorgefertigten Stahlsegmenten, die als orthotrope Platten ausgebildet sind und mit Fahrbahnbelag aus Kunststoff beschichtet sind. Auf beiden Seiten der Schrägseilbrücke sind Fahrbahnübergänge angebracht, welche pro Übergang mehr als ein Meter Dehnung des Fahrbahnträgers aufnehmen können. Die Brücke kann mit einer Geschwindigkeit von 100 km/h befahren werden.
Die A-förmigen 215 m hohen Pylonen weisen vier horizontalte Querstreben auf. Sie sind bis unter das Brückendeck in Stahlbeton ausgeführt, oberhalb davon als Stahlkonstruktion, was eine spezielle Herausforderung während des Baus der Brücke darstellte. Da Stahl im Gegensatz zu Beton eine geringere Dämpfung ausweist, neigen Schrägseilbrücken mit Stahlpylonen während des Freivorbaus des Fahrbahnträgers zu Schwingungen, die durch den Wind angeregt werden, weshalb während des Baus der Pylonen Schwingungstilger eingesetzt wurden.
Jeder Pylon steht auf 30 Bohrpfählen, die mit einer gemeinsamen Kappe verbunden sind. Nachdem die Bohrpfähle ins Flussbett eingebracht waren, wurde auf diese ein hantelförmiger doppelwandiger schwimmender Stahlkofferdam abgesetzt um die Kappe mit Ortbeton zu erstellen.

Hauptabmessungen des Bauwerks